# 창원 센트럴파크 에일린의 뜰
창원 센트럴파크 에일린의 뜰(Changwon Centralpark Eileen's Garden)은 경상남도 창원시 성산구 대원동에 위치한 1,470세대 규모의 아파트 단지이다.